# Bursera inopinata
Bursera inopinata är en tvåhjärtbladig växtart som beskrevs av Arthur Allman Bullock. Bursera inopinata ingår i släktet Bursera och familjen Burseraceae. Inga underarter finns listade i Catalogue of Life.